# Archimedes Memória
Archimedes Memória (Ipu, 1893 - Rio de Janeiro, septembre 1960) est un architecte brésilien.
Il s'installe à Rio de Janeiro en 1911, avec l'intention d'étudier le dessin à l'École nationale des beaux-arts. Après avoir commencé le cours, il décide de passer au cours d'architecture, après avoir obtenu plusieurs distinctions académiques.
En 1920, il rejoint le corps enseignant de l'École Nationale des Beaux-Arts. Il est professeur de "Grandes compositions d'architecture" à la FAU / UFRJ et directeur de la Faculté d'architecture de l'Université du Brésil.
Il est responsable du plan d'urbanisme de l'Exposition internationale du centenaire de l'indépendance, à Calabouço, en 1922 ;  le projet du palais Pedro Ernesto - Conseil municipal de Rio de Janeiro; les projets de l'église de Santa Terezinha à Túnel Novo et le siège de Hipódromo da Gávea et Botafogo de Futebol e Regatas ; le projet du Palais des Industries, aujourd'hui musée historique national ; le Palácio da Festas; l'autel principal de l'église Candelária ; et d'innombrables résidences. Son projet le plus imposant est celui du palais Tiradentes, un bâtiment de style éclectique destiné à abriter la Chambre des députés, réalisé en partenariat avec Francisco Cuchet.